# William Turner of Oxford

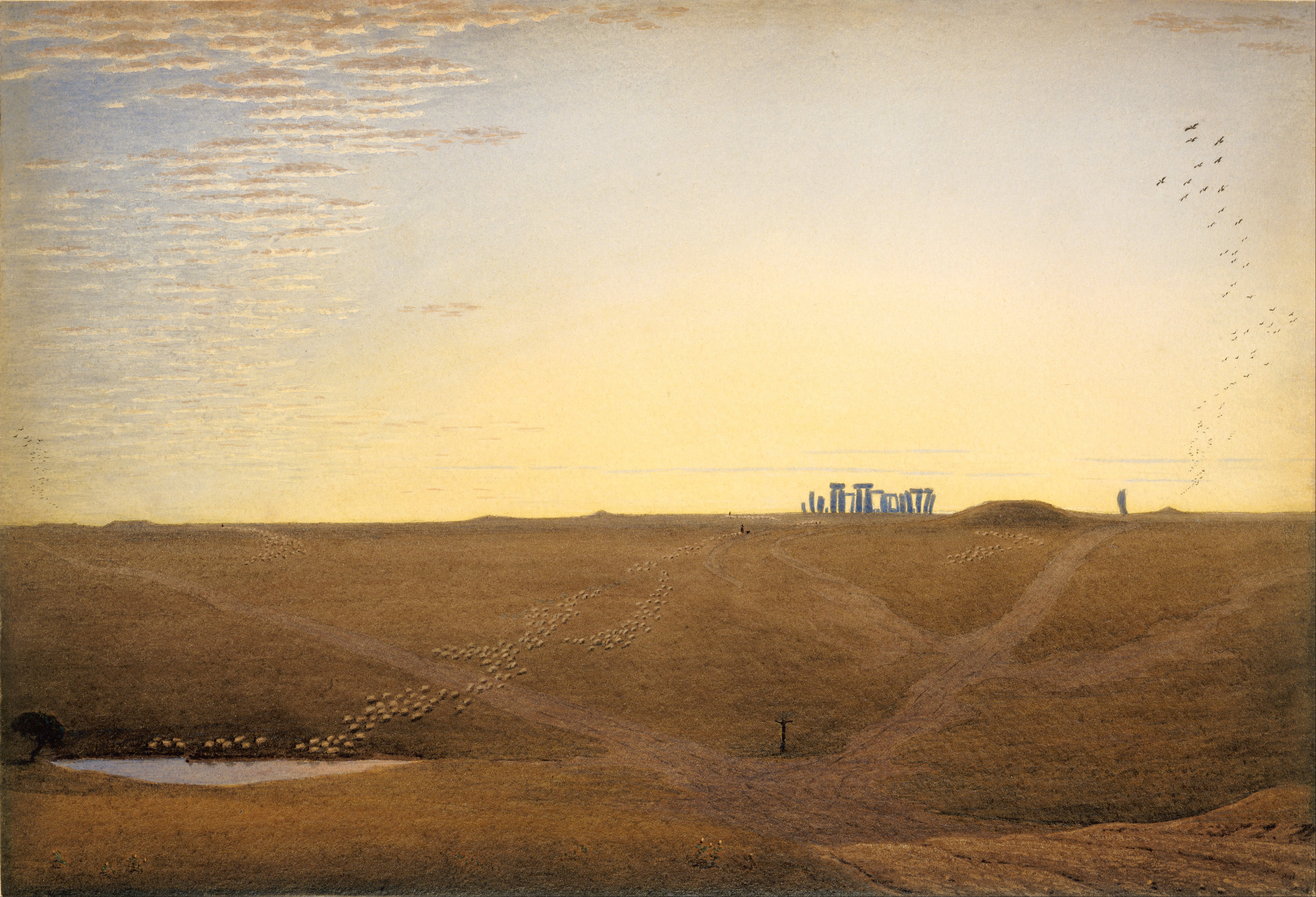
Stonehenge – Twilight (um 1840)

William Turner (12. November 1789 in Black Bourton, England – 7. August 1862 in Oxford, England), zumeist beschrieben als William Turner of Oxford oder einfach Turner of Oxford, war ein englischer Aquarellist, der sich auf Landschaften spezialisierte. Er war ein Zeitgenosse des berühmteren Kollegen William Turner, eig. Joseph Mallord William Turner, und sein Stil war diesem nicht unähnlich. William Turner of Oxford verbrachte fast sein gesamtes Leben in der Grafschaft Oxfordshire, wo er auch die meisten seiner Motive fand.

## Leben und Werk
Turner war das älteste von drei Kindern, er hatte zwei Schwestern. Seine Eltern starben früh, sein Vater bereits 1791. Im Alter von knapp 14 Jahren kam er zu seinem Onkel, der ebenfalls William Turner hieß, nach Burford, später nach Shipton-on-Cherwell. Auf Grund seines Interesses am Zeichnen gelangte er in den Haushalt des bekannten Aquarellisten und Astrologen John Varley in London. Bereits 1807 hatte er eine erste Ausstellung in der Royal Academy of Arts, 1808 wurde er zum Mitglied der Royal Watercolour Society gewählt. An deren jährlichen Ausstellungen beteiligte er sich bis an sein Lebensende.

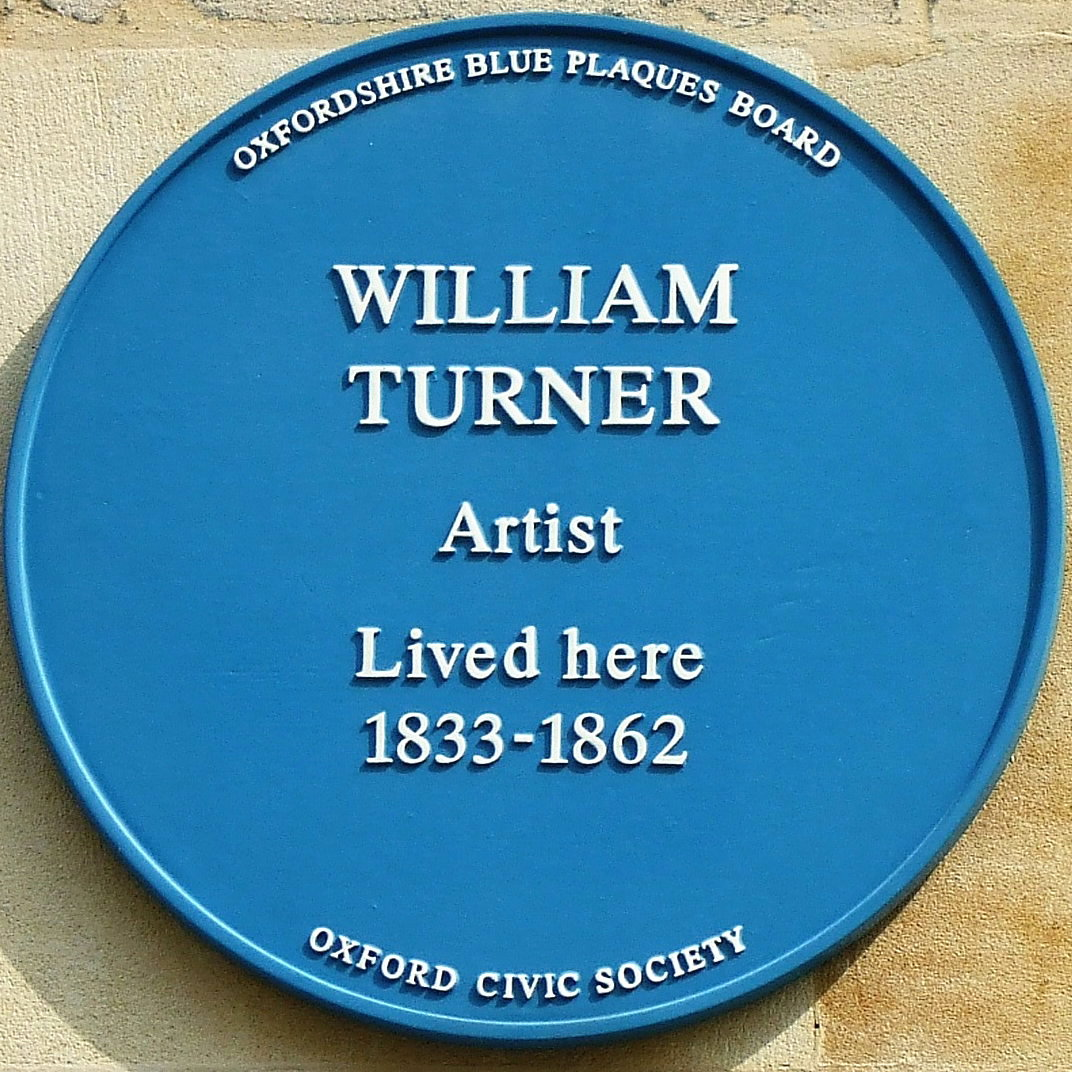
Gedenktafel am Wohnhaus in Oxford

1810 kehrte Turner nach Oxfordshire zurück, vorerst nach Woodstock. Ab 1811 lebte er in Oxford bzw. in der Umgebung. Nach seiner Heirat mit Elizabeth Flott im Jahr 1824 übersiedelte er erneut nach Shipton-on-Cherwell, ins Haus St Clement’s in der London Road. Nachdem die örtliche Pfarrkirche im Jahr 1831 zerstört wurde, entwarf er einen neugotischen Neubau im Georgianischen Stil. 1833 ließen sich Turner und seine Frau im Stadtzentrum von Oxford nieder, im Haus 16 St John Street, welches er bis zu seinem Tod bewohnte und in dem er auch starb. Seit 2002 erinnert eine Blue-Plaque-Gedenktafel an diesem Haus an den Künstler. William Turner und seine Frau sind am Friedhof der Pfarrkirche von Shipton-on-Cherwell begraben, die er einst erbaute. Seit 1896 erinnert ein Gedenk-Lettner in der Kirche an den Verstorbenen.
Der spätere Architekt Thomas Graham Jackson, der am Wadham College studierte und in den Jahren 1857 und 1858 von Turner unterrichtet wurde, erinnerte sich später an diesen „bescheidenen, anspruchslosen Mann und Künstler von seltener Gewissenhaftigkeit“, der stets in schwarz gekleidet, mit weißer Krawatte, an einen Priester der alten Schule erinnerte, und Jackson bedauerte, dass dieser Mann niemals „die Beachtung erlangte, die er verdiente“. Turner malte typischerweise weite Landschaften mit dramatischen Wolkenformationen, oft mit Schafen. In seinem Garten zog er verschiedene Pflanzen, damit er für den Vordergrund seiner Aquarelle realistische Abbildungen schaffen konnte.
Eines seiner bekanntesten Werke ist der Blick auf die Stadt Oxford von Hinksey Hill, derzeit in Privatbesitz.

## Auswahl einiger Werke

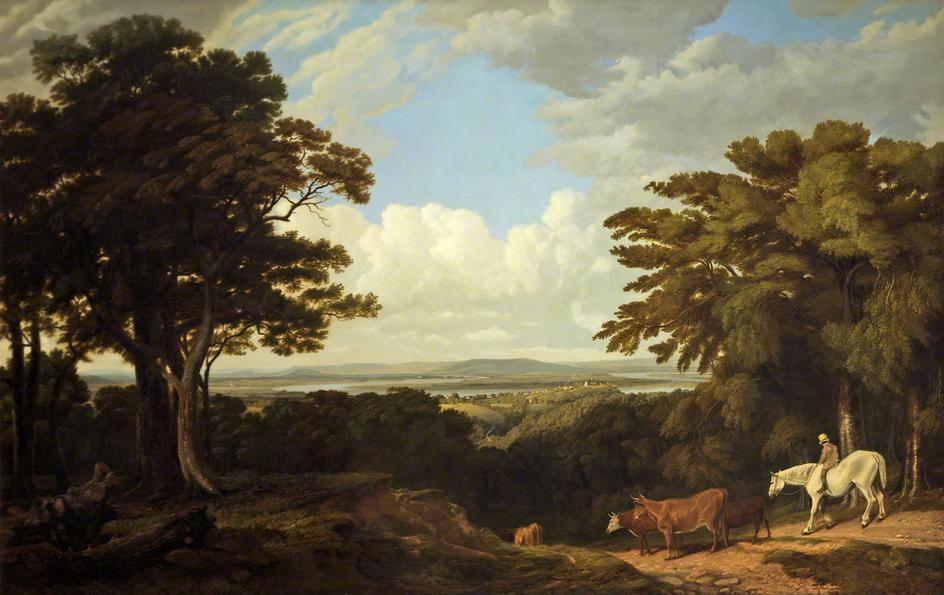
Newnham-on-Severn from Dean Hill
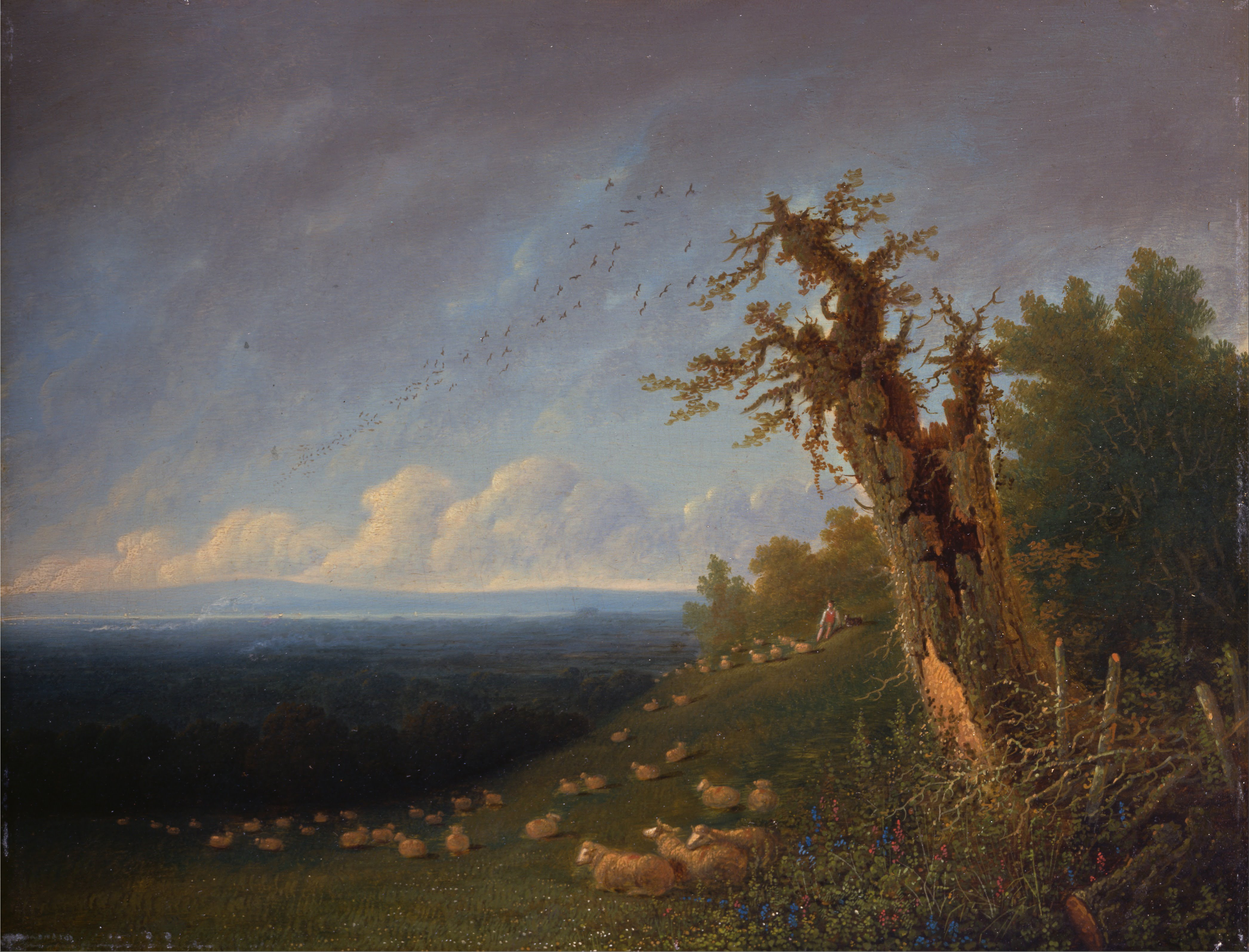
Shepherd Boy on a Hillside (etwa 1840)
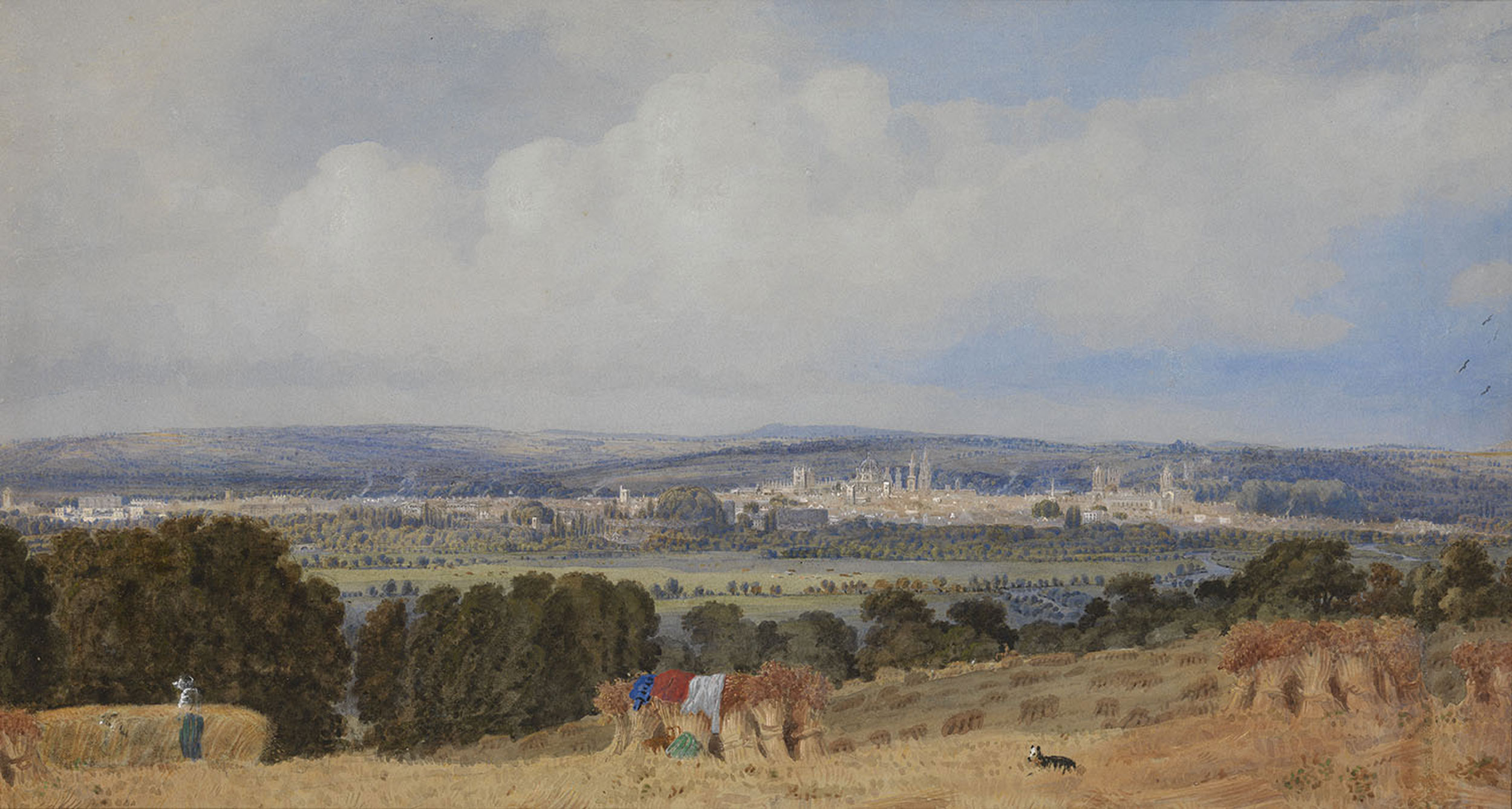
Oxford from Hinksey Hill (etwa 1840)
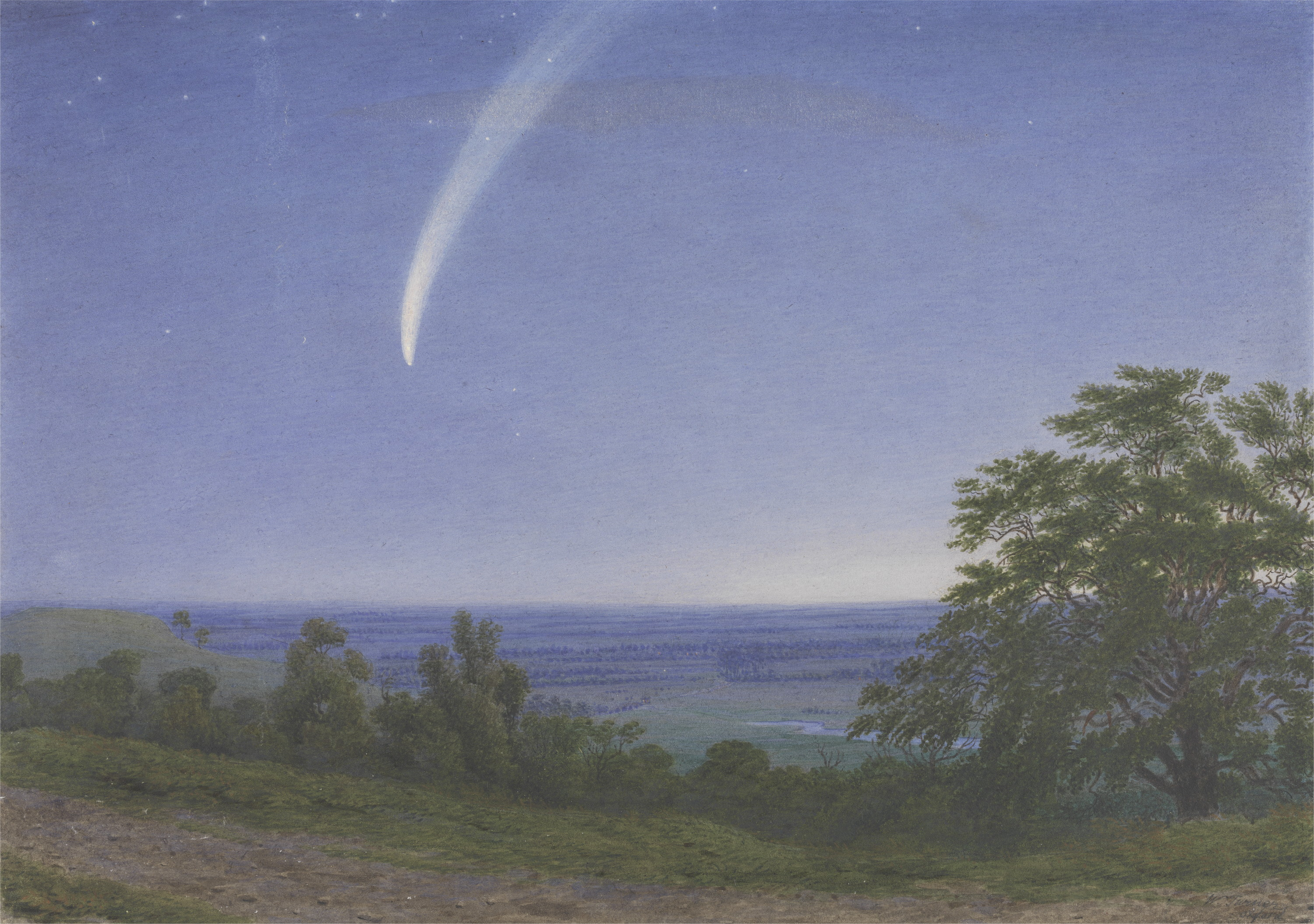
Donati’s Comet (um 1858–59)
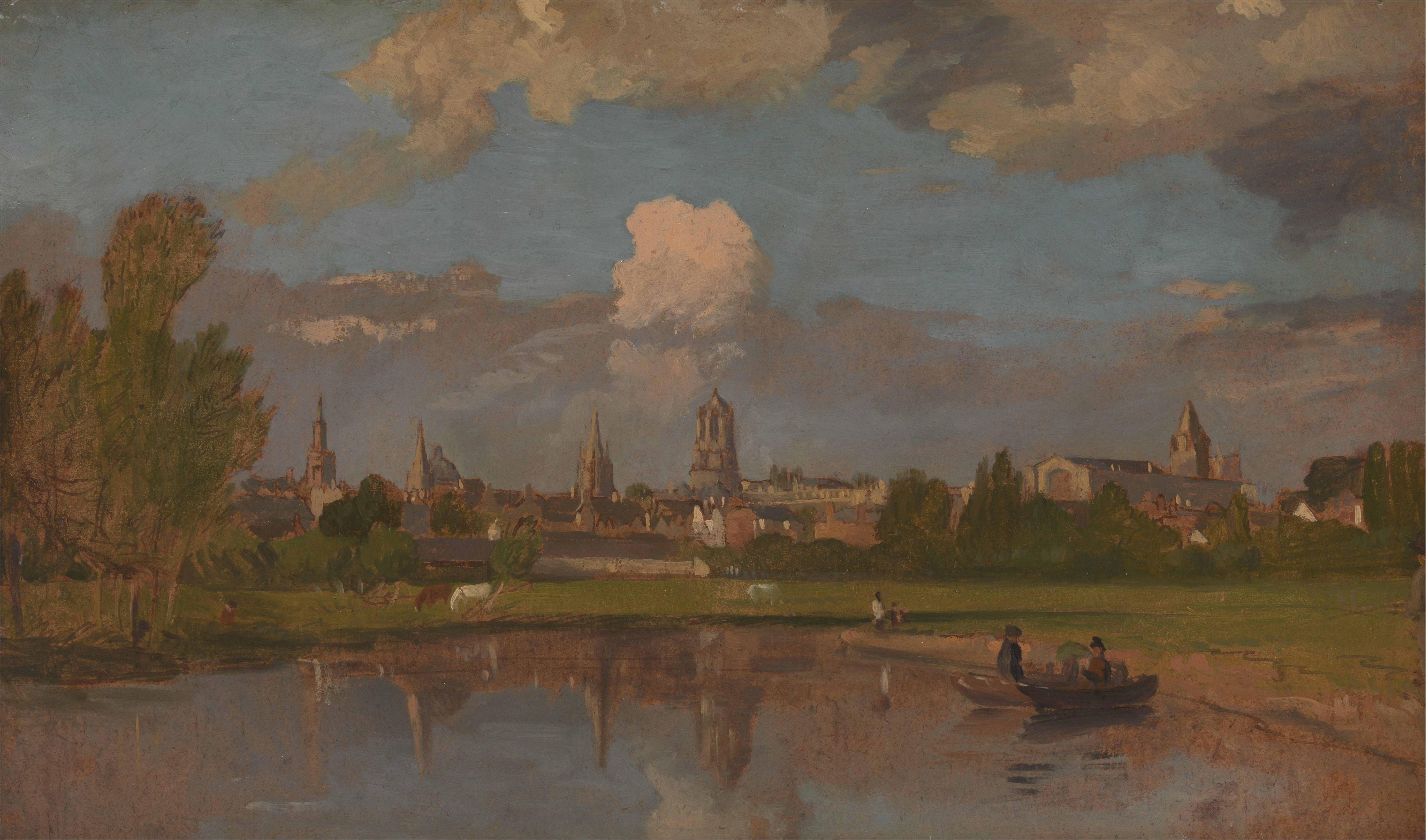
Oxford from the River with Christ Church in the Foreground
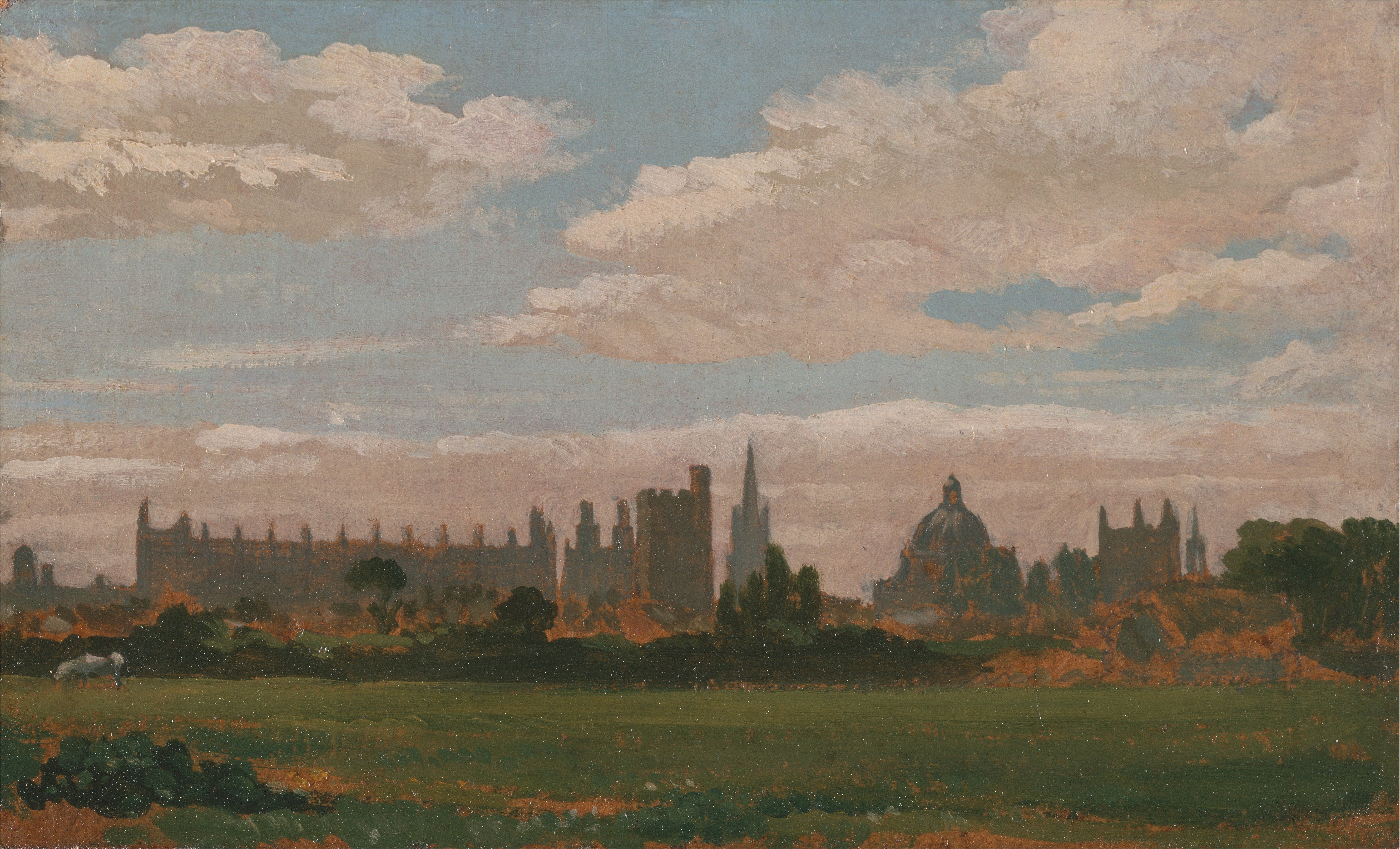
A View of Oxford
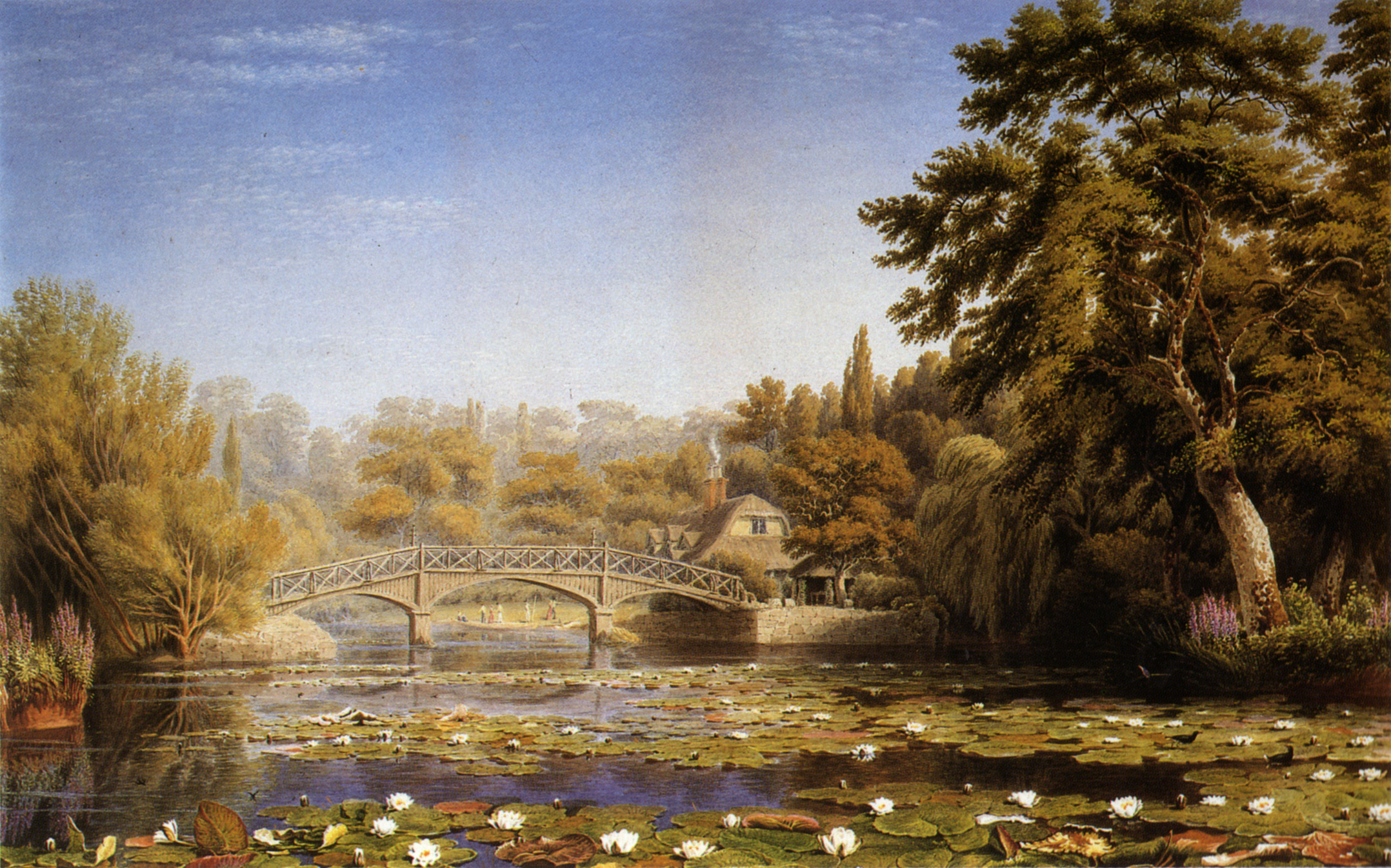
Nuneham

## Ausstellungen, Werke in Museen
Im Jahr 1898 erstellte das Ashmolean Museum in Oxford eine Retrospektive seiner Werke. In der Dauerausstellung dieses Museums sind nach wie vor einige seiner Werke zu besichtigen. Eine weitere Werkschau war 1984 im Oxfordshire County Museum in Woodstock zu sehen. Turners Arbeiten finden sich in zahlreichen englischen und internationalen Sammlungen, unter anderem in folgenden Museen:
- Dunedin Public Art Gallery, Neuseeland
- J. Paul Getty Museum, Los Angeles
- Metropolitan Museum of Art, New York City
- Tate Gallery, London